# Державна премія Білорусі імені Кастуся Каліновського
Державна премія Білорусі імені Кастуся Каліновського (біл. Дзяржаўная прэмія Беларусі імя Кастуся Каліноўскага) — білоруська премія, заснована в 1989 році на честь білоруського національного героя Кастуся Каліновського. Присуджується за твори в галузі художньої літератури (література, мистецтво) раз на два роки.

## Лауреати
| Автор/Авторка      | Заслуга |
| ------------------ | --- |
| Леонід Дайнеко     | 1. Історичний роман «Меч князя Вячкі» (укр. «Меч князя Вячки»); 2. Історичний роман «След ваўкалака» (укр. «Слід вовкулаки»). |
| Віктор Карамазов   | Книга «Проста ўспомніў я цябе…» (укр. «Тільки що згадав я тебе...»). |
| Ярослав Пархута    | Книга «Зямля бацькоў нашых» (укр. «Земля батьків наших»). |
| Микола Єрмолович   | Книга «Старажытная Беларусь» (укр. «Стародавня Білорусь»). |
| Володимир Глушаков | — |
| Алесь Марцінович   | Книга «Зерне да зерня» (укр. «Зерно до зерна»). |
| Василь Ширко       | — |
| Володимир Липський | 1. Дитяча книга «Пралескі ў небе» (укр. «Проліски в небі»); 2. Дитяча книга «Каралева белых прынцэс» (укр. «Королева білих принцес»); 3. Книга «Мама. Малітва сына» (укр. «Мама. Молитва сину»); 4. Книга «Я: праўдзівы аповяд пра твой і мой радавод» (укр. «Я: правдива історія твого та мого родоводу»). |
| Володимир Саламаха | — |